# لقطة (تصوير)

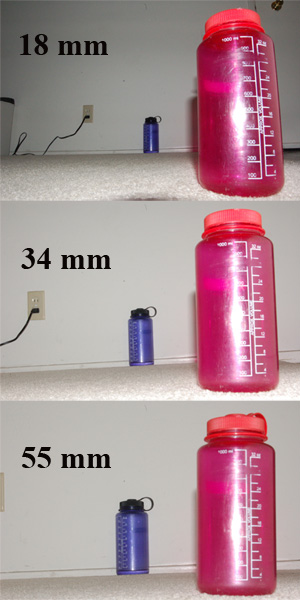
لقطات منوعة.

لقطة هي منظر في التَّصوير الضَّوئيّ، كما أن الكلمة هي وحدة اللغة الأدبية. وتحدد اللقطة من لحظة إدارة الكاميرا في وضع معين إلى أن تتوقف.و تختلف اللقطات المصورة طولاً وحجماً، ومن هذه اللقطات يتكون المشهد أو الموقف. ومن مجموعة المشاهد والمواقف يتكون سياق  شريط (القصة السينمائية).